# Бучкури, Александр Алексеевич
Бучкури́ Алекса́ндр Алексе́евич (18 [30] ноября 1870 года, сл. Бутурлиновка, Воронежская губерния — около 5 августа 1942 года, Воронеж) — русский, советский художник-живописец.

## Биография

### Рождение, ранние годы
Отец — таганрогский купец Алексей Борисович Бучкури, мать — жена временного купца, бывшего турецкого подданного Неонила Николаевна Бучкури. С раннего детства мальчик жил в доме отчима А. И. Михельсона, человека интеллигентного, поощряющего стремления пасынка к рисованию.

### Личная жизнь
В 1906 году Александр Алексеевич обвенчался в Троицком Смоленском соборе в Воронеже с Вассой Иосифовной Епифановой, дочерью воронежского купца.

### Становление
Учился в Воронежской бесплатной рисовальной школе (1893-97, у М. И. Пономарева, Л. Г. Соловьева), петербургской школе М. К. Тенишевой (1898—1899), окончил Высшее художественное училище при Императорской Академии художеств (1904; дипломная работа — «Смерть Дмитрия Самозванца»).
Ученик И. Е. Репина.
В 1907 вернулся в Воронеж. Обустроил летнюю мастерскую в Подгорном. Почти всё время проводил с женой, они вместе ходили на этюды. Любимой темой Бучкури была русская деревня и её жители, художник часто писал свою красавицу жену.
Переезд ничего не изменил в жизни художника, он по-прежнему наведывался столицу, принимая самое активное участие в различных художественных выставках. Он много и напряжённо работал. Об этом периоде творчества художника достоверные сведения отсутствуют. Известно лишь, что написал несколько портретов Петра I, один из которых приобрела Воронежская городская Дума, а другой — Дворянское собрание (оба, к сожалению, не сохранились). Многие работы мастера в эти годы приобретала и щедро оплачивала принцесса Евгения Максимилиановна Ольденбургская.

### Расцвет, зрелые годы
Преподаватель в Воронежской бесплатной рисовальной школе (с 1909), Свободных художественных мастерских (1919-22), Художественно-промышленном изотехникуме (1923-29). Бучкури воспитал таких известных мастеров живописи, как Михаил Лихачев, Аркадий Васильев, Василий Белопольский, Борис Тимин..
В 1920-е гг. один из организаторов филиалов Ассоциации художников революционной России и ОМАХР в Воронеже.
В 1933 г. Бучкури вёл активную деятельность по организации «Союза художников ЦЧО», в которую входили художники Воронежа, Орла и Курска, и от Воронежа входил в президиум правления «Союза».

### Конец жизни, смерть
В 1942 году, в период временной немецко-фашистской оккупации Воронежа, Александр Алексеевич Бучкури погиб от рук фашистских захватчиков.
Одна из жительниц города, знавшая художника, рассказывает, что в конце лета (в июле-августе) 1942 года группа воронежцев была приведена оккупантами в район Красноармейской улицы. В этой группе находился и Александр Алексеевич со своей женой, которую он поддерживал под руку. Высокий, в сером плаще, он очень выделялся в толпе. Вскоре все были расстреляны.
Есть и другие версии гибели художника. Некоторые воронежцы утверждают, что он был расстрелян в конце улицы Кольцовской. Другие утверждают, что художник Бучкури и его жена были расстреляны фашистами 5 августа 1942 года во дворе комендатуры на улице 9 Января. Вместе с ними были погибли два брата Вассы Иосифовны, а также музыкант Левинсон. Очевидцы утверждают, что долгое время во дворе комендатуры, среди кучи мусора, лежал диплом Академии художеств, выданный Бучкури.

## Судьба коллекции

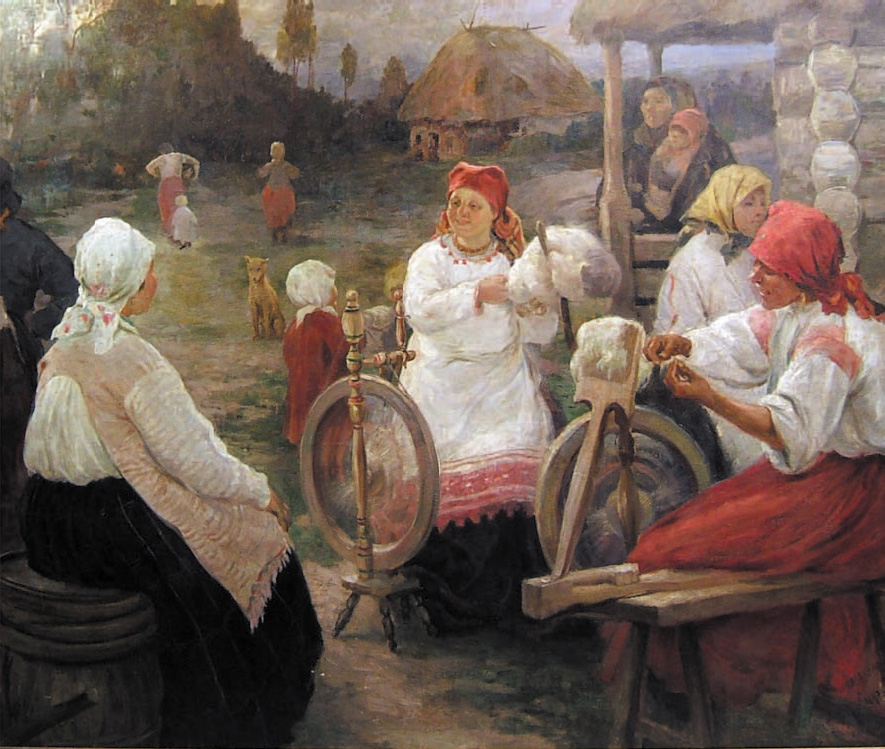
Бучкури А. А. Пряхи

Ученик Александра Бучкури художник Василий Белопольский рассказывал: мастер поделился с ним тем, что прячет в сундуках свои картины и закапывает в саду. Но после войны ничего найдено не было. Во время бомбардировок в дом художника попал снаряд, на его месте образовалась воронка. История с «сундуками Бучкури» обросла легендами. Поговаривали, что картины нашли немцы и вывезли в Германию, или что их откопал один из учеников и продал коллекционеру в США. Однако в 1995 году на антикварном салоне в Москве неожиданно нашлась одна работа Бучкури, правда, как она там оказалась, так и осталось загадкой.
В 1995 году я была на антикварном салоне на Крымском валу и заметила достаточно большую картину, примерно такого же размера как «Вывод». Типаж моделей мне показался очень знакомым. Называлась работа «Пряхи» неизвестного художника. Картина была сильно реставрирована. Видно было, что была она скручена. Сохранилась авторская подпись, но после реставрации остались лишь отдельные элементы. Так как я хорошо знакома с творчеством Бучкури, то в этих фрагментах узнала его подпись. Работа «Пряхи», как сказал владелец галереи, была куплена в Швейцарии. Потом была проведена экспертиза, которая подтвердила авторство Бучкури. Цена ее в разы подскочила. Картину купил частный коллекционер. О других находках картин Александра Бучкури в музее ничего не известно. А работа «Пряхи» только добавила вопросов в биографию художника. Если она была в Швейцарии у кого-то в коллекции и, скорее всего, висела на стене, то зачем ее скручивать понадобилось? Возможно, со временем пробелов в биографии художника и историях с его картинами станет меньшеЗаведующая экспозиционным отделом музея им. И. Н. Крамского Ольга Рябчикова
В 2019 г. на аукционе выставлена картина А. Бучкури «Цыганка». Её появление также даёт надежду на обнаружение новых картин художника.

## Достижения
Премия им. А. И. Куинджи (1905).

## Оценки
И. Е. Репин писал о Бучкури: «…он отличный художник, и я горжусь таким моим бывшим учеником».
Именем Бучкури названа улица в Воронеже.

## Список произведений
Основные произведения: «Крестьянки» (1902, ГРМ), «Похороны» (1905, премия им. А. И. Куинджи, Одесский художественный музей), «Прачки» (1908), «Свадебный поезд» (1913, ВОХМ), «Автопортрет с семьей» (1915), серии портретов крестьянок (1910-16) «Завтрак на сенокосе» (1933), «Чаепитие» (1933), «У цирка» (1936), «Вывод» (1936), «Амазонки» (1937), «Автопортрет» (1941).

## Произведения

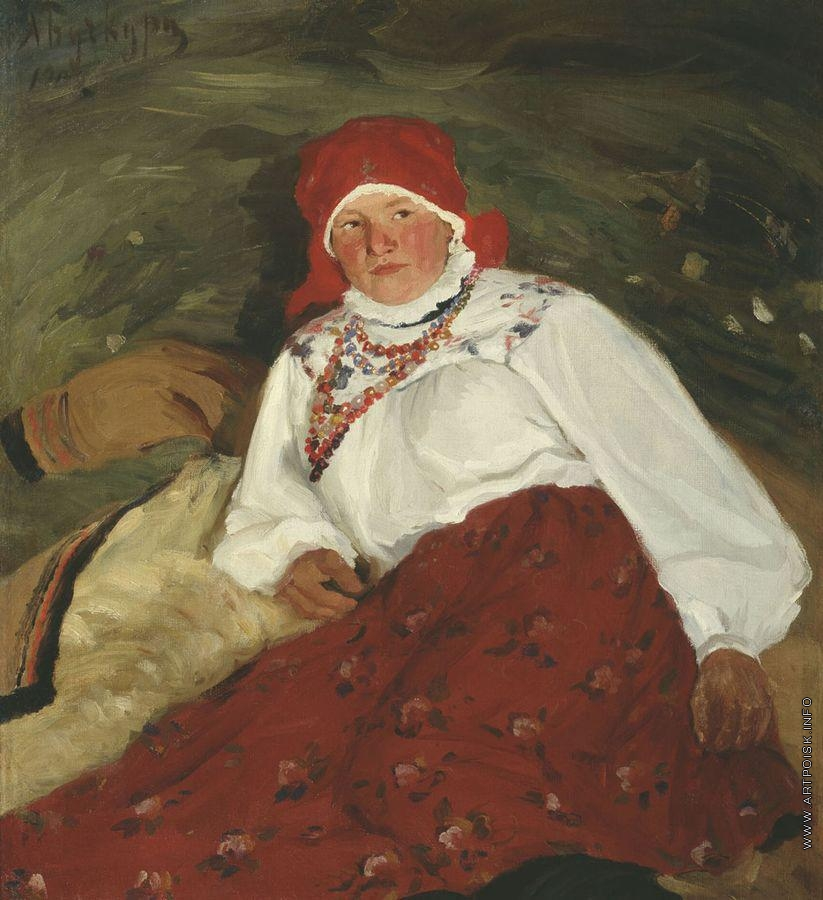
Баба
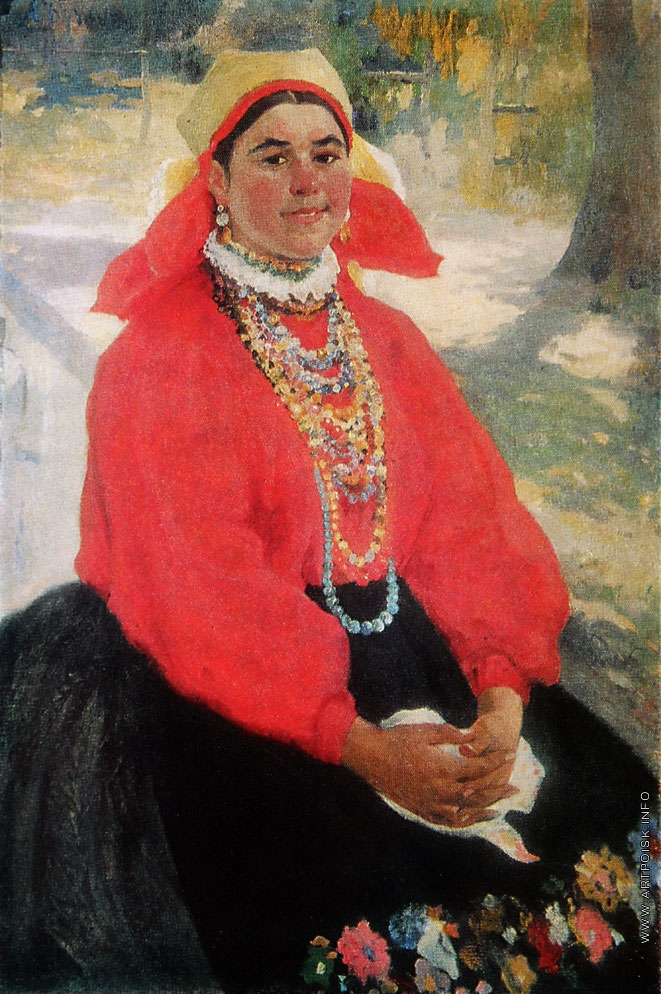
Девушка в красной кофте
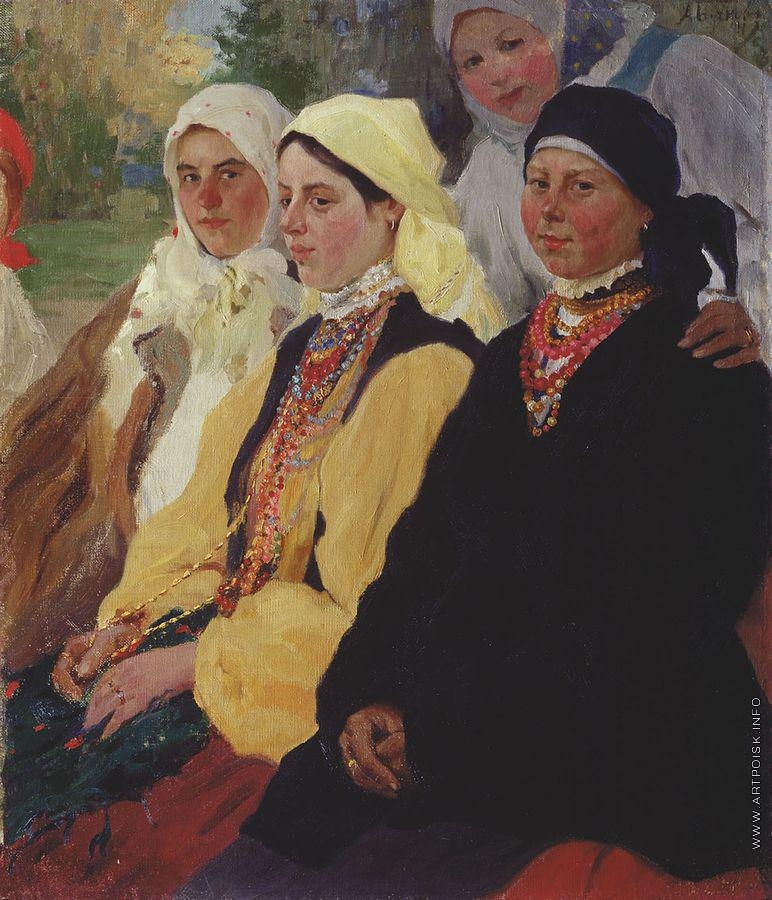
Крестьянки
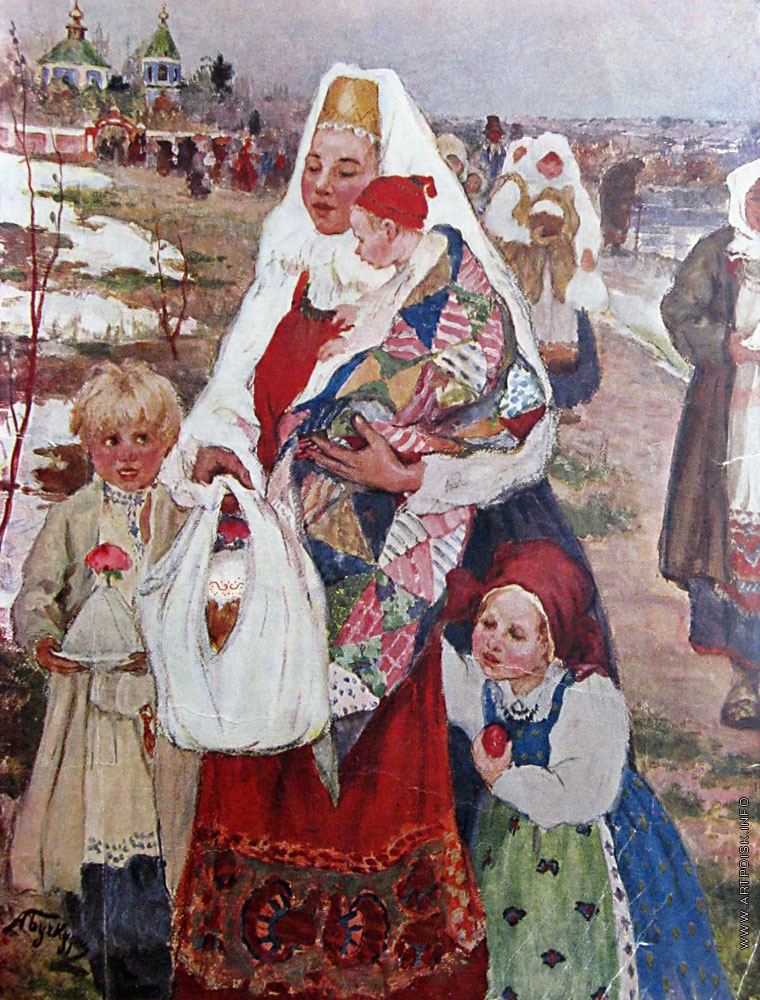
От святой заутрени
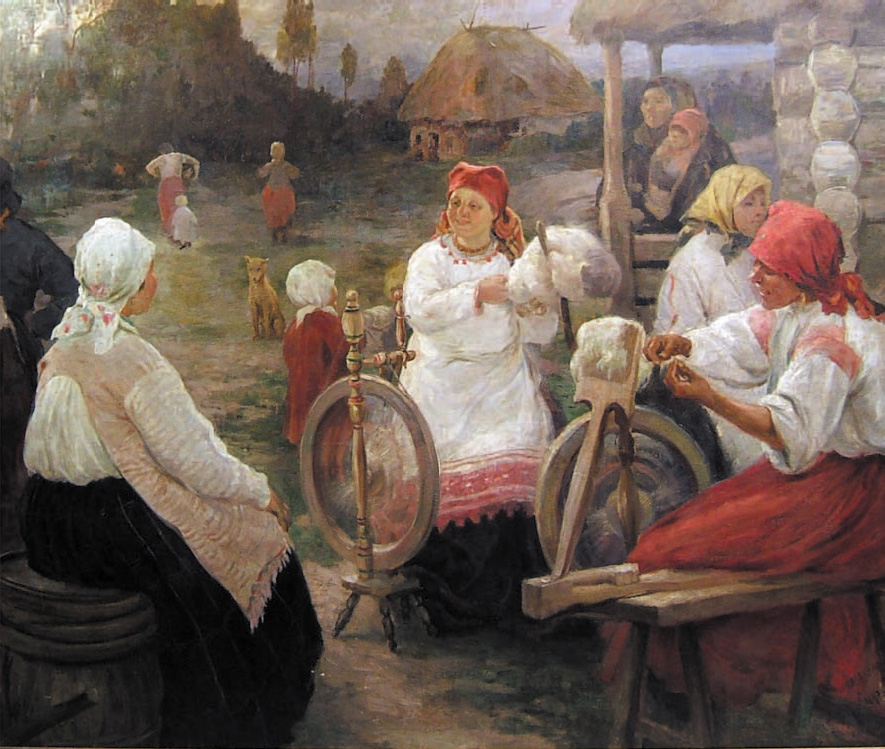
Пряхи
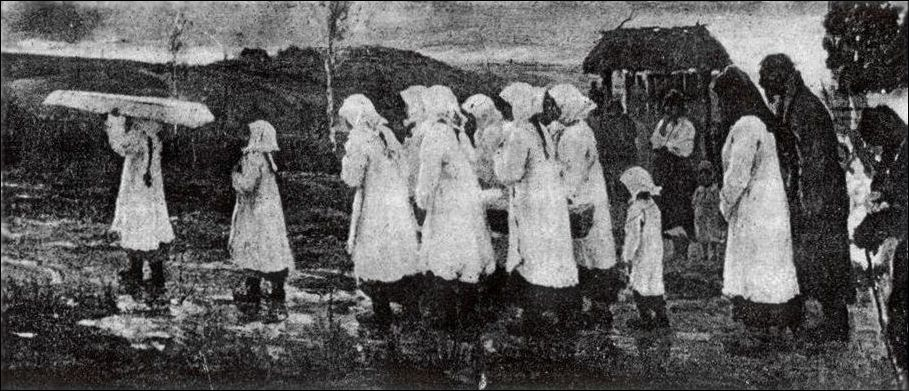
Похороны
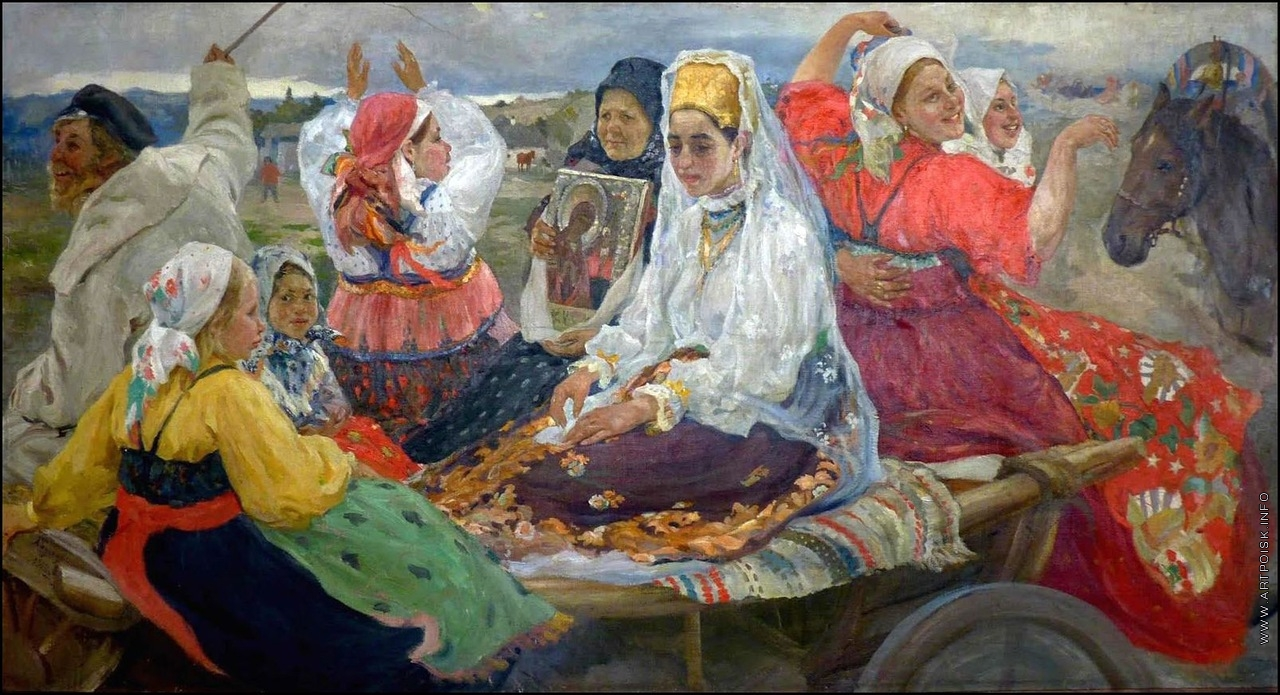
Свадебный поезд
Поклонение волхвов
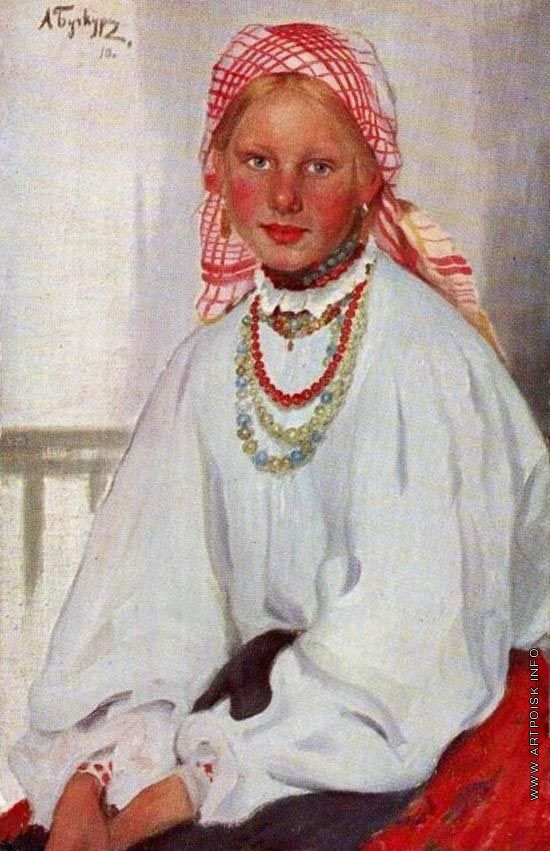
Тугариха
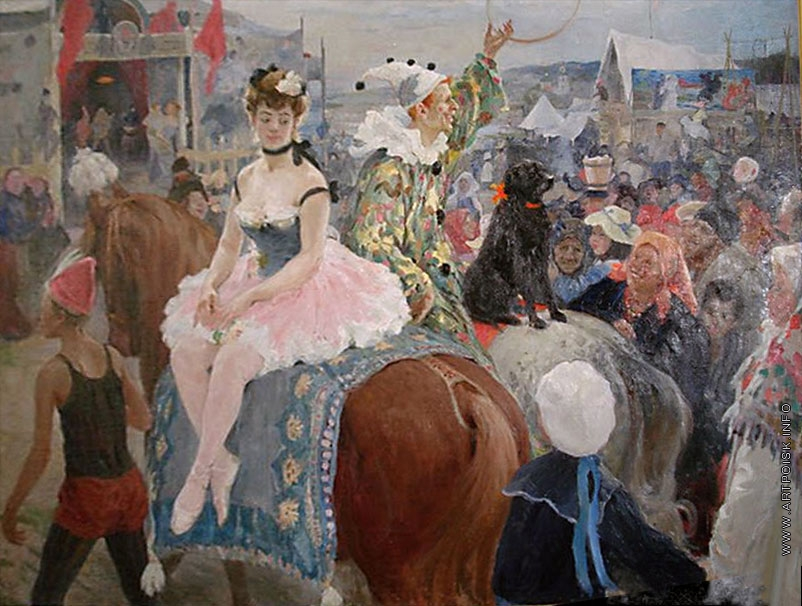
У цирка

## Память
В г. Воронеже, г. Бутурлиновка в честь художника названы улицы.
В 2020 г. в честь 150-летия со дня рождения художника Александра Бучкури Почта России выпустила в обращение художественный литерный конверт и специальный штемпель для гашения.
18 марта 2022 — 03 июля 2022 — состоялась выставка в Академии акварели и изящных искусств Сергея Андрияки.